# Saad ben Laden
Saad ben Laden (ou Sa'ad bin Oussama ben Muhammad bin' Awad ben Laden[réf. nécessaire]), probablement né en 1979 et mort en 2009, était l'un des fils d'Oussama ben Laden,. Il était devenu avant sa mort l'un des principaux dirigeants d'Al-Qaïda.

## Biographie
Troisième fils d'Oussama Ben Laden, Saad ben Laden est probablement né en 1979. Il a continué sur les traces de son père dès le début des années 1990, en le suivant au Soudan et en Afghanistan et en occupant un poste au sein d'Al-Qaïda. Après les attentats du 11 septembre 2001, il aurait fui l'Afghanistan pour l'Iran où il aurait été placé en résidence surveillée ; les autorités iraniennes ne confirment cependant pas cette information. Il devient l'un des membres les plus haut placés de l'organisation terroriste. Il est ainsi considéré comme responsable de l’attaque d'une synagogue tunisienne en 2002 et, selon des autorités américaines, européennes et arabes, il faisait partie des dirigeants de l'organisation qui étaient en contact avec la cellule qui a commis les attentats de Riyad. En 2009, alors qu'il est considéré comme l'héritier apparent de son père, le directeur du renseignement national affirme que Saad Ben Laden a quitté l'Iran pour rejoindre son père au Pakistan.
En juillet 2009, la presse, citant des sources anonymes du Pentagone, annonce que Saad ben Laden aurait été tué plus tôt dans l'année lors d'une frappe de drone américain. En 2012, Al-Qaïda confirme cette information dans un message vidéo.